# 英洋子
英 洋子（はなぶさ ようこ、12月29日 - ）は、日本の漫画家。東京都杉並区出身。

## 人物
國學院大學文学部史学科卒。1978年、少女漫画雑誌『別冊ひとみ冬季号 デジール』（秋田書店）創刊号に掲載の『恋はハッピースノーにのって』でデビュー。
代表作は東映アニメーションで二度にわたりアニメ化された『レディ!!』（「ひとみ」連載。アニメ版タイトル『レディレディ!!』『ハロー!レディリン』）。
近年はロマンス小説等のコミカライズをコンスタントに発表するとともに、東映アニメーション研究所コミックス科の講師や、創造学園大学マンガ科の客員助教授、創造学園大学付属高校の講師なども務めた。

## 代表作

### 少女漫画
- レディ!!

掲載誌『ひとみ』休刊後、完結編の最終巻は単行本書下ろしとして発表された。近年、作者公式同人誌において、リンの双子の子供ダイアナとジョージを主人公とした次世代編『リンのこどもたち&ぴぃたぁぱん』が制作されている。
- レディ リン!

祥伝社の季刊『ロマｘプリ Romantic Princess』創刊号より連載。17歳のリンが主役の『レディ!!』の続編。オリンピック馬術競技英国代表を目指すリンの奮闘と、エドワードとの恋愛などが中心に描かれている。
- プルミエ・ミュゲ（原作：水木杏子）
- みるく　みらくる
- きらめきグリーンエイジ
- 呪い人形
- 暗闇の指輪
- ほほよせて抱きしめて
- タイムプリンセス
- 屋根裏部屋へようこそ
- 見参！お江戸花かんざし

### 漫画化作品
＜ミステリー＞
- 踊り子（原作：東野圭吾）

＜ハーレクイン小説（～2008年）＞
- リッツで夕食（原作：シャーロット・ラム）
- ローレライ愛の調べ（原作：ルーシー・ゴードン）
- 手紙（原作：ルーシー・ゴードン）
- ある日突然結婚（原作：ダイアナ・ハミルトン）
- 身代わりプリンセス（原作：トレーシー・シンクレア）
- いつしか求愛（原作：キャロル・モーティマー）
- あこがれる心の裏で（原作：キャロル・モーティマー）
- 今夜だけのパートナー（原作：キャロル・モーティマー）
- 悩める伯爵（原作：アン・アシュリー）
- 消えた子爵夫人（原作：アン・アシュリー）
- 泥棒は恋の始まり（原作：アン・グレイシー）
- 献身（原作：ヴァイオレット・ウィンズピア）
- リメンバー・ミー（原作：シャロン・サラ）

＜その他ロマンス小説・映画等（2008年～）＞
- さらわれたハート（原作：バーバラ・カートランド）
- 公爵の花嫁（原作：バーバラ・カートランド『ナイチンゲールは歌う』）
- ローマの休日（原作：パラマウント同名映画）
- シーク -灼熱の恋-（原作：イーディス・モード・ハル）
- この夜を永遠に（原作：ノーラ・ロバーツ）
- ひそやかな初夏の夜の（原作：リサ・クレイパス）原書房ライムブックスの同名小説が原作
- 壁の花の聖夜（原作：リサ・クレイパス）原書房ライムブックスの同名小説が原作
- 最高の贈り物（原作：リサ・クレイパス）原書房ライムブックスの同名小説が原作
- 華麗なる陰謀（原作：バーバラ・カートランド）
- イメルドラの花園（原作：バーバラ・カートランド）
- ジュエリーボックスに愛をこめて（原作：ココ・セシル）
- 愛はワシントンの休日に（原作：ジャネット・デイリー）
- めぐりあう恋（原作：クリスティーナ・ドット）原書房ライムブックスの同名小説が原作
- 公爵家の名画（原作：バーバラ・カートランド）
- 太陽の瞳と億万長者（原作：マーシャ・グリーン）

### 小説
- 守護霊なんていらない

### 自主制作作品
- ドラマCD「リンの童話館-ぴぃたぁぱんを探して」
- リンのこどもたち&ぴぃたぁぱん
- SCARLET SQUALL～紅い疾風～